# Scolopendra dalmatica
Scolopendra dalmatica är en mångfotingart som beskrevs av Carl Ludwig Koch 1847. Scolopendra dalmatica ingår i släktet Scolopendra och familjen Scolopendridae.
Artens utbredningsområde är:
- Albanien.
- Grekland.
- Bosnien.
- Kroatien.

Inga underarter finns listade i Catalogue of Life.